# Simoun
Pour les articles homonymes, voir Simoun (homonymie).

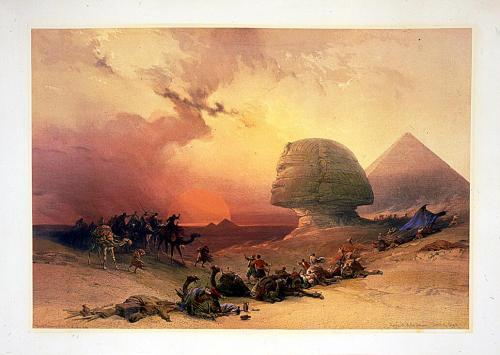

Le simoun est un vent chaud, sec et violent qui souffle sur les côtes orientales de la mer Méditerranée : au Sahara, en Israël, en Syrie et dans le désert d'Arabie.

## Étymologie et variantes
Ce nom vient de l'arabe semoum « vent brûlant, pestilentiel », de semm, « empoisonner ». D'après le Littré de 1880, les arabisants recommandent l'orthographe semoum de préférence aux autres formes existantes : simoun, semoun, simoum, samum, simm, smaymh.

« On entendait mugir le semoun meurtrier… »

— Victor Hugo, Les Orientales

« Le Simoune est un vent chaud qui sévit brutalement dans ces régions… »

— Jules Verne, Cinq semaines en ballon

« Les hommes du désert connaissaient bien ce vent que l'on appelait le simoun et qui était pire qu'une tempête en mer… »

— Paulo Coelho, L'Alchimiste

« Et celui-là dis donc pschtt, un vrai simoun »

— Serge Gainsbourg, Des vents des pets des poums.

## Caractéristiques
Sa température peut excéder 50 °C et son hygrométrie descendre sous 10 %. Il est donc particulièrement asséchant. L'air est rempli de poussière et de sable, qui prennent une teinte rougeâtre, bleuâtre ou jaunâtre, suivant la nature du sol.

## Dans la culture
- simoun est le nom donné à un dériveur.
- simoun est le nom d'un avion monomoteur de tourisme des années 1930 : le Caudron Simoun
- Simoun est le nom d'une compagnie de dépannage dans Tintin au pays de l'or noir
- Simoun est le nom d'un dessin animé produit en 2006.
- Dans le jeu de rôle Final Fantasy XII, sorti en 2007 sur Playstation 2, c'est dans la version française le nom d'un des quatre autels des vents du Val de chante-l'eau, au col du Mosphore, avec l'autel du sirocco et celui du mistral, qui activé permet d'atteindre l'autel du vendavel.
- Simoun est un torpilleur de la classe Bourrasque construit pour la marine française dans les années 1920.